# Taloi Havini
Taloi Havini, née en 1981 à Arawa, dans la région autonome de Bougainville, en Papouasie-Nouvelle-Guinée, est une artiste interdisciplinaire australienne membre de la tribu Nakas du peuple Hakö.

## Biographie

### Jeunesse
Taloi Havini fait ses études à la Canberra School of Art de l'université nationale australienne où elle obtient un diplôme de licence en art. Elle participe à de nombreuses expositions individuelles et collectives à travers le monde, notamment au Centre d'arts visuels Artspace (en) à Sydney, au palais de Tokyo à Paris, à la 13e Biennale de Charjah aux Émirats arabes unis, à la 3e Triennale d'Aichi à Nagoya et aux 8e et 9e Triennales d'art contemporain Asie-Pacifique à la galerie d'art du Queensland à Brisbane,. 

### Carrière
Taloi Havini est une artiste contemporaine reconnue pour son approche interdisciplinaire, mêlant photographie, vidéo, sculpture et installation immersive. Son travail artistique est profondément influencé par ses liens matrilinéaires avec sa terre natale et les communautés de l'île Bougainville. Elle explore des thèmes tels que la production, la transmission et l'héritage des connaissances, ainsi que la cartographie et la représentation, en relation avec la terre, l'architecture et le lieu.

### Distinctions
- 10e Prix d'art Artes Mundi (en), Pays de Galles[3] ;
- 14e Biennale de Gwangju, Corée du Sud.